# معلاقة كبيرة الأوراق
معلاقة كبيرة الأوراق (الاسم العلمي:Podocarpus macrophyllus) هي نوع من النباتات تتبع جنس المعلاقة من الفصيلة المعلاقية.

## معرض صور

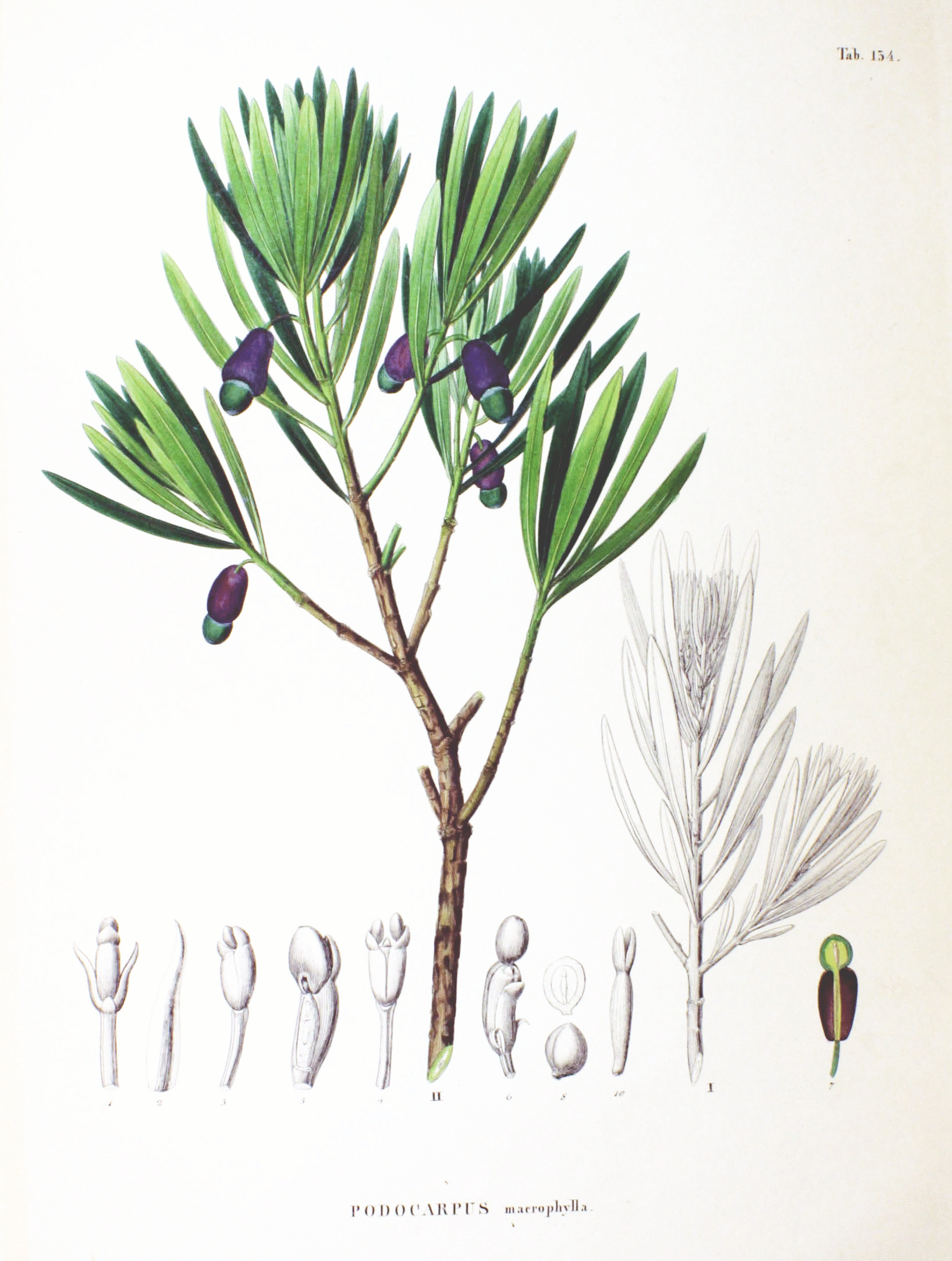
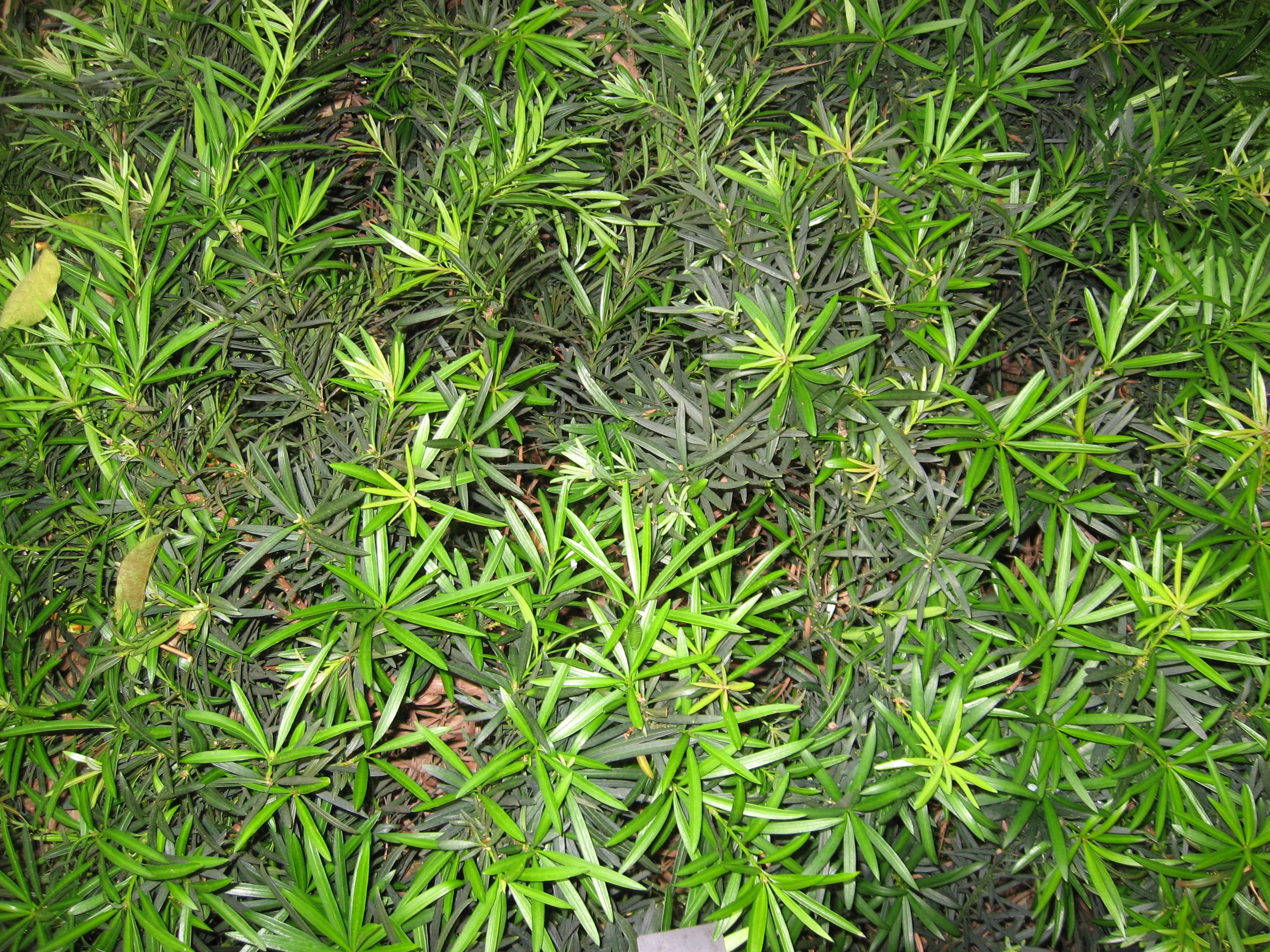
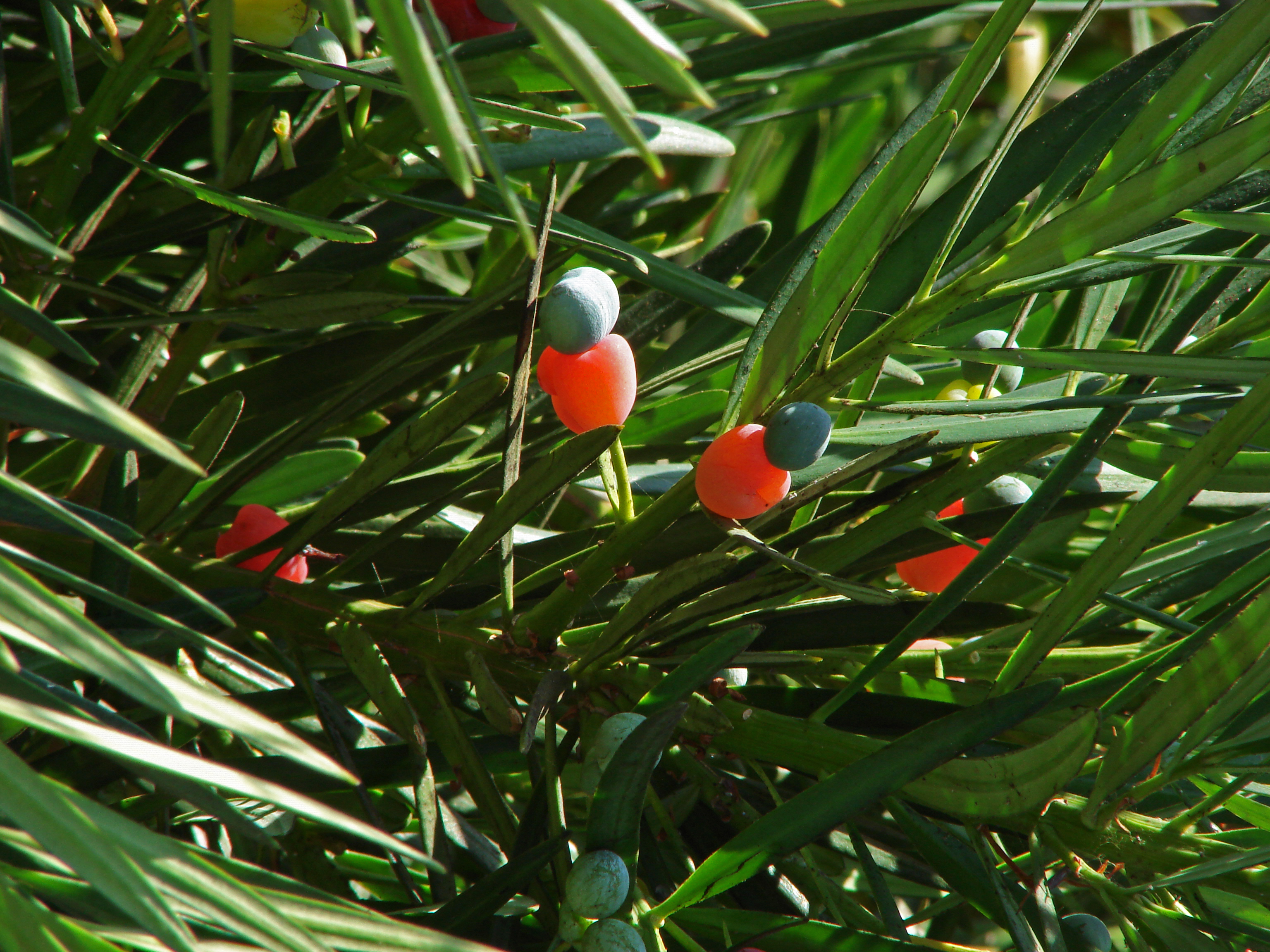
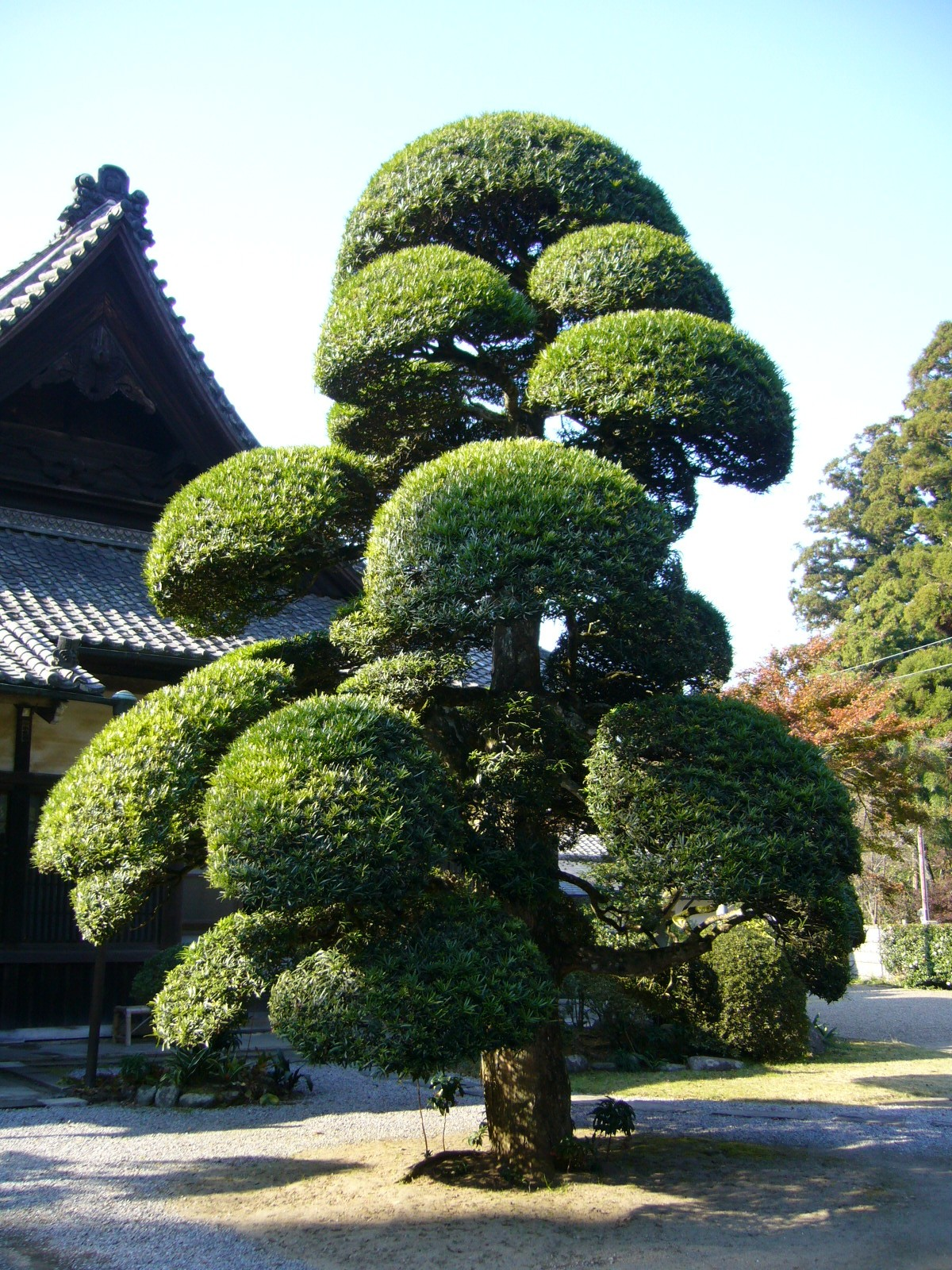